# Acianthera glumacea
Acianthera glumacea  es una especie de orquídea. Es originaria de  Brasil. 

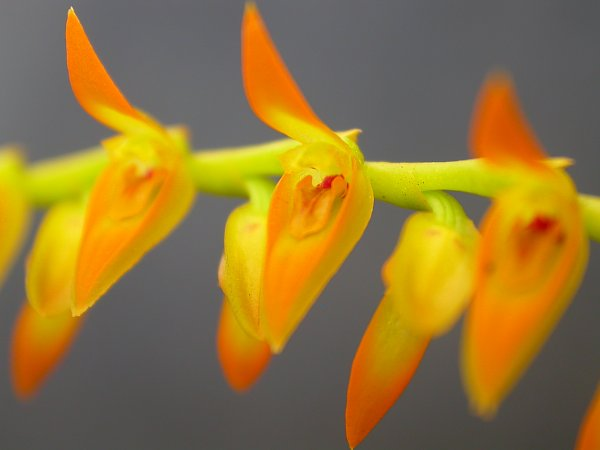
Vista de la flor

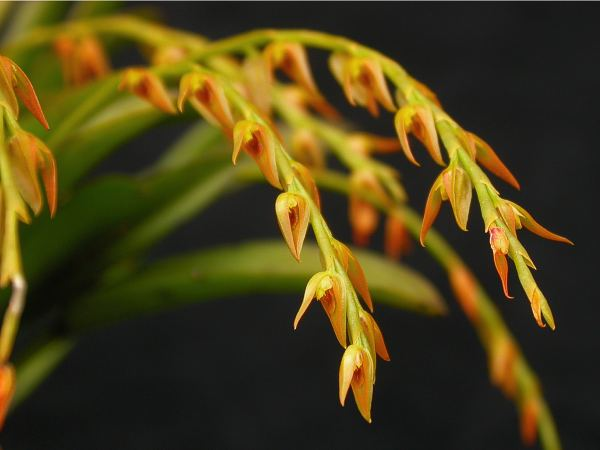
Inflorescencia

## Descripción
Es una orquídea de tamaño pequeño, con hábitos de epífita que prefiere el clima fresco y crece en un tallo erguido llevando una sola hoja apical, erecta, coriácea, oblanceolada, aguda, estrechándose gradualmente abajo en la base peciolada. Florece en la primavera a través de una inflorescencia laxa racemosa, de 6 cm de largo, con 4 a 9  flores que surge desde el vértice de tallo y que puede florecer durante varios años con nueva inflorescencia del mismo tallo, llevando flores fragantes.

## Distribución y hábitat
Se encuentra en el sureste de Brasil hasta el sur en el musgo, en la corteza rugosa de los bosques primarios en las elevaciones de 1.300 metros. 

## Taxonomía
Acianthera glumacea fue descrita por (Lindl.) Pridgeon & M.W.Chase   y publicado en Lindleyana 16(4): 243. 2001.
Etimología
Acianthera: nombre genérico que es una referencia a la posición de las anteras de algunas de sus especies.
glumacea: epíteto latín que significa "con glumas".
Sinonimia
- Humboltia glumacea (Lindl.) Kuntze
- Pleurothallis alexandrae Schltr.
- Pleurothallis crocea Barb.Rodr.
- Pleurothallis glaziovii Cogn.
- Pleurothallis glumacea Lindl.
- Pleurothallis vitellina Porsch[4][5]